# 昭州
昭州，中国唐朝时设置的州。辖境相当今广西平乐县及恭城瑶族自治县地。
贞观八年（634年）因境内有昭潭，改乐州为昭州，治所在平乐县（今广西壮族自治区平乐县西南）。下辖平乐县、永丰县（今广西荔浦县东昌镇）、恭城县（今广西恭城县恭城镇）、永平县（今广西平乐县同安镇）。天宝元年（742年），改为平乐郡。乾元元年（758年）复为昭州。北宋时，属广南西路。大中祥符元年（1008年）移治州城东，后移治今平乐县。增入今蒙山县、昭平县等地。元成宗大德五年（1301年）改为平乐府。
昭州刺史
- 李日敷（唐肃宗、代宗时）
- 敬超先（769年—770年）
- 张撝（大历年间）
- 张愻（791年）
- 何溢（开成年间）
- 李珏（841年—845年）
- 盛均（大中年间）
- 田文雅（860年）
- 陶英（906年—907年）